# كأس سويسرا 2017–18
كأس سويسرا 2017–18 هو الموسم 93 من كأس سويسرا. أقيم خلال الفترة 12 أغسطس 2017 وحتى 27 مايو 2018، وأشرف على تنظيمه اتحاد سويسرا لكرة القدم، وكان عدد الأندية المشاركة فيه 64، وفاز فيه نادي زيورخ.